# کلرمونت (آیووا)
کلرمونت (به انگلیسی: Clermont) شهری در ایالت آیووا کشور ایالات متحده آمریکا است. جمعیت این شهر در سرشماری سال ۲۰۱۰ میلادی، ۶۳۲ نفر بوده‌است.